# Euanthe
Euanthe (JXXXIII, S/2001 J7) är en av Jupiters månar. Den upptäcktes den 11 december 2001 av ett team av astronomer vid University of Hawaii under ledning av Scott S. Sheppard. Euanthe är cirka 3 kilometer i diameter och roterar kring Jupiter på ett avstånd av cirka 20 799 000 kilometer.
Den tillhör Ananke gruppen som är en grupp av oregelbundna månar som roterar kring Jupiter i retrograda banor på ett avstånd mellan 20 465 000 kilometer och 22 700 000 kilometer med en lutning på cirka 150°.
I den grekiska mytologin blev enligt vissa källor Euanthe moder till chariterna genom Zeus.